# Apherusa megalops
Apherusa megalops is een vlokreeftensoort uit de familie van de Calliopiidae. De wetenschappelijke naam van de soort is voor het eerst geldig gepubliceerd in 1874 door Buchholz.